# Cenves
Cenves ist eine französische Gemeinde mit 393 Einwohnern (Stand: 1. Januar 2022) im Département Rhône in der Region Auvergne-Rhône-Alpes. Sie gehört zum Arrondissement Villefranche-sur-Saône und zum Kanton Belleville-en-Beaujolais (bis 2015: Kanton Monsols). Die Einwohner werden Cenvards genannt.

## Geographie
Cenves ist die nördlichste Gemeinde des Départements Rhône. Sie liegt etwa 14 Kilometer westsüdwestlich von Mâcon. Hier entspringt der Fluss Petite Grosne.

### Nachbargemeinden
Cenves wird umgeben von den Nachbargemeinden Serrières im Norden, Vergisson im Nordosten, Solutré und Chasselas im Osten, Leynes im Osten und Südosten, Pruzilly im Süden und Südosten, Juliénas und Jullié im Süden, Deux-Grosnes mit Saint-Jacques-des-Arrêts im Südwesten, Germolles-sur-Grosne im Westen sowie Tramayes im Westen und Nordwesten.

## Bevölkerungsentwicklung
| Jahr                       | 1962 | 1968 | 1975 | 1982 | 1990 | 1999 | 2006 | 2013 |
| Einwohner                  | 320  | 279  | 283  | 308  | 319  | 328  | 380  | 407  |
| Quellen: Cassini und INSEE |      |      |      |      |      |      |      |      |

## Sehenswürdigkeiten
- Kirche Sainte-Foy aus dem 19. Jahrhundert
- Priorei La Grange-du-Bois, 1145 gegründet

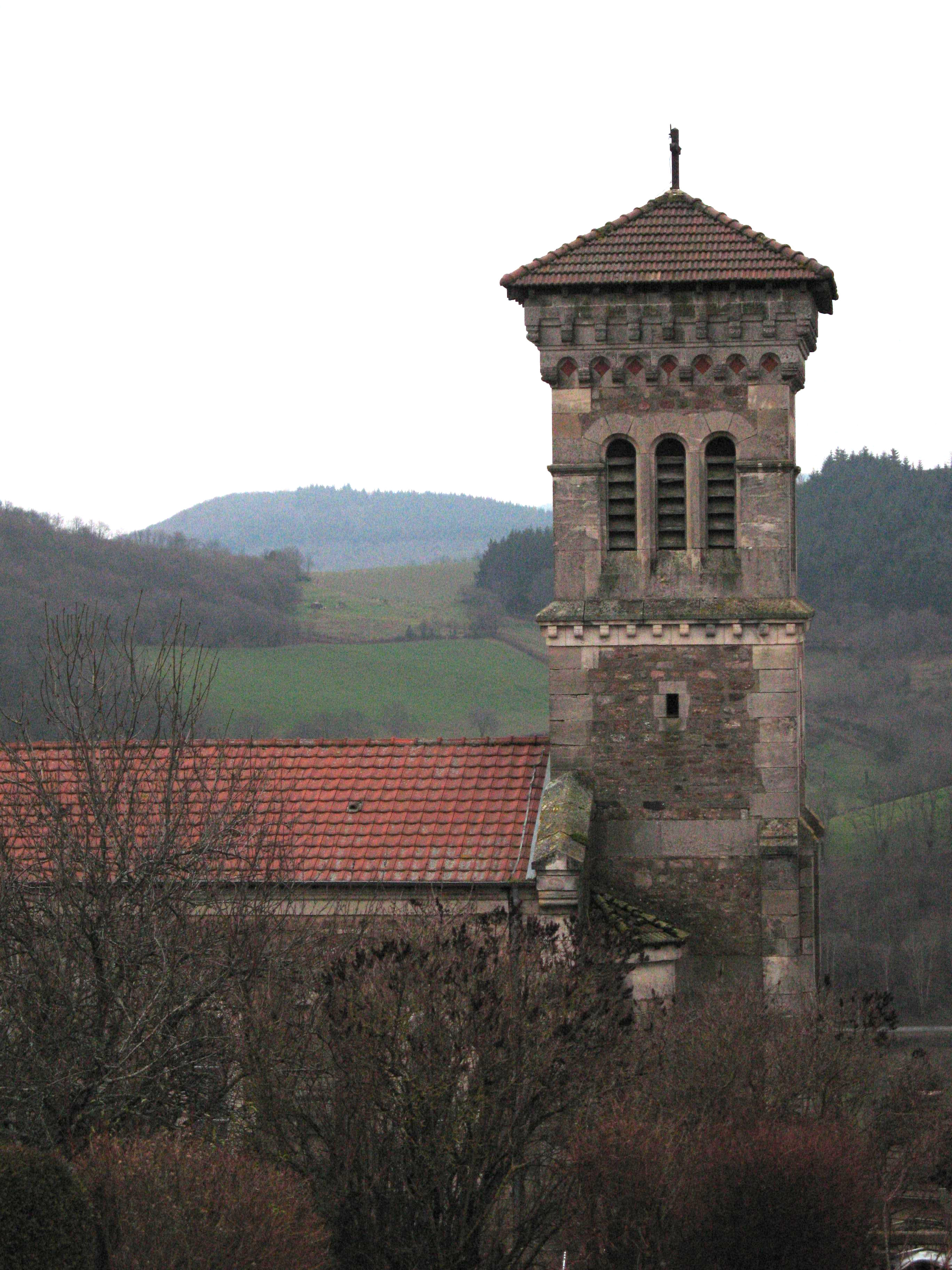
Turm der Kirche Sainte-Foy